# Віскаїнос
Віскаїнос (ісп. Vizcaínos) — муніципалітет в Іспанії, у складі автономної спільноти Кастилія-і-Леон, у провінції Бургос. Населення — 49 осіб (2010).
Муніципалітет розташований на відстані близько 190 км на північ від Мадрида, 44 км на південний схід від Бургоса.

## Демографія
Динаміка населення (INE ):